# Casco histórico de Zaragoza
El casco antiguo o casco viejo de Zaragoza, capital de la comunidad autónoma de Aragón (España), es un distrito formado por diferentes barrios, entre los que se encuentran los de San Pablo (conocido popularmente como El Gancho), el de San Miguel, el de las Tenerías y el de La Magdalena (también conocido como El Gallo).

## Reseña
Limita con los distritos de Margen Izquierda, La Almozara, Centro y Las Fuentes. Es el segundo casco histórico más extenso de España e incluye toda el área delimitada por las murallas romanas, construidas en el siglo III y que encerraban la totalidad de la ciudad de Zaragoza hasta el siglo XIII así como la primitiva expansión de la ciudad, previa al siglo XX. Las calles Asalto, El Coso, César Augusto y María Agustín suponen su límite.
En él se encuentran los principales monumentos de la ciudad, como la Catedral del Salvador, conocida como la Seo en contraposición a la basílica de el Pilar. También los restos romanos: murallas, el teatro, el puerto fluvial, el foro y las termas. También se localizan en él la mayor parte de los restos medievales como los baños judíos o las iglesias mudéjares, y diversos palacios renacentistas, como el de los Morlanes, el de Miguel Donlope (Real Maestranza), el de Montemuzo (sede del archivo municipal) y la antigua Lonja de mercaderes.

## Historia

Mapa de Saraqusta
Mapa de la ciudad musulmana, que aproximadamente coincide con el actual distrito del Casco Histórico
1. Mezquita Blanca (Aljama) / 2. La Zuda / 3. Puerta de Alcántara / 4. Puerta de Toledo / 5. Puerta Cinegia / 6. Puerta de la Alquibla (o de Valencia) / 7. Puerta de Sancho / 8. Puerta del Portillo / 9. Puerta de Baltax / 10. Puerta de las Santas Masas / 11. Puerta de Tenerías / 12. Palacio de la Aljafería (Alcazaba)
Medina Saraqusta
Judería
Barrios mozárabes
Arrabales
Zoco

Su núcleo básico es fácil de asimilar como los restos del ordenado urbanismo de la Caesar Augusta romana: el Cardo o eje transversal primitivo de la ciudad es la calle Don Jaime I mientras el que decumano, perpendicular a este, trascurre por las calles Manifestación, Espoz y Mina y Mayor. A pesar de ser un error muy extendido, las paralelas a Don Jaime son bastante recientes y no restos de urbanismo antiguo: la calle de Alfonso I data del siglo XIX, cuando se trataba de crear una entrada ceremonial digna a la plaza del Pilar mientras que la calle San Vicente de Paúl es incluso posterior y fue producto del intento franquista de reestructurar la configuración de la ciudad.
La clásica calle de El Coso marcaba el final del perímetro amurallado de la ciudad. Este tenía cuatro puertas: al norte, dando al puente romano que precedió al actual puente de piedra se denominó de Alcántara o del Ángel; al Este, dando hacia el camino a Valencia, al sur, en la llamada Puerta Cinegia (actual Plaza de España y al oeste, donde comenzaba el camino a Toledo.
Su mayor foco de actividad fue la puerta del mercado, al oeste, donde hoy se erige el Mercado Central de Zaragoza que entre los años 2018 y 2019. Convertido en el extrarradio de la ciudad nuclear, la zona donde hoy se alza la calle de Conde Aranda fue la primera ampliación de la ciudad y aún hoy está incluida en este distrito. Las murallas medievales incluían este barrio (San Pablo o el Gancho) así como La Magdalena y las Tenerías al Este. Al sur del Coso, se desarrolló un arrabal durante la época musulmana (Sinhaya) que sin embargo quedó fuera del núcleo principal.
En este distrito se encuentra la tienda más antigua de la ciudad, la pastelería La flor de almíbar, fundada en 1856,
 y el restaurante más antiguo todavía en funcionamiento, la Casa Lac.
El 14 de enero de 1990, se produjo en la calle Trinidad la mayor tragedia de la historia de la ciudad, un incendio en la discoteca Flying.

## Galería
|                     |
| Basílica del Pilar. |

|                  |
| Plaza del Pilar. |

|                           |
| Ayuntamiento de Zaragoza. |

|                          |
| Fuente de la Hispanidad. |

|                       |
| Iglesia de San Pablo. |

|                                           |
| Fuente de las musas y Teatro del Mercado. |

|                       |
| Casa de los Morlanes. |

|                   |
| Murallas romanas. |

|                     |
| Torreón de la Zuda. |

|                   |
| Puente de Piedra. |

|                              |
| Wild Relative de Tony Cragg. |

|                  |
| Calle Alfonso I. |

|                |
| César Augusto. |

|                  |
| Mercado Central. |

|                          |
| Mural de arte callejero. |

|                        |
| Catedral del Salvador. |

|             |
| Casa Tarín. |

|                                            |
| Iglesia de la Exaltación de la Santa Cruz. |

|                          |
| Iglesia de la Magdalena. |

|                       |
| Plaza de San Agustín. |

|                      |
| Palacio de los Luna. |

|                  |
| Plaza de España. |

|                   |
| Teatro Principal. |

|                |
| Teatro romano. |

|                        |
| Iglesia de San Felipe. |

|                |
| Arco del Deán. |

|                           |
| Antiguo Casino Mercantil. |

|                 |
| Casa de Amparo. |

|                      |
| Edificio Pignatelli. |

|                 |
| Plaza de toros. |